# Lo sketch degli incidenti
Lo sketch degli incidenti (Accident Sketch (Prawn Salad Ltd.)) è uno sketch del Monty Python's Flying Circus trasmesso nel quinto episodio della seconda serie nel 1970.

## Lo sketch
Lo sketch è ambientato in un'azienda chiamata "Insalata di scampi srl." ("Prawn Salad Ltd." nell'originale) e inizia con un maggiordomo (Graham Chapman) che accompagna un uomo (Eric Idle) in un elegante salotto pieno di oggetti molto preziosi, dicendogli di aspettare che il padrone dell'azienda arriverà.
Dopo che il maggiordomo se ne è andato, l'uomo, per ammazzare il tempo, raccoglie una rivista dal tavolino vicino. Ad un tratto lo specchio alle sue spalle cade dal muro rovinosamente. Il maggiordomo, che aveva sentito il rumore, entra e vede lo specchio rotto. L'uomo si giustifica dicendo che lo specchio era caduto da solo e che lui non aveva fatto niente e il maggiordomo, facendo finta di credergli, se ne andò. L'uomo riprese a leggere la rivista, ma ad un tratto la libreria si stacca dal muro e crolla sul vassoio delle bevande. Rientra il maggiordomo e vede quel che è successo e l'uomo si giustifica nuovamente dicendo che non ha fatto niente e che era caduto da solo. Il maggiordomo se ne andò e l'uomo riprese a leggere la rivista. Poi entra una cameriera (Carol Cleveland) che vede quel che è successo e l'uomo, nuovamente, dice di non essere stato lui. La cameriera, facendo finta di credergli, da un pugnale all'uomo e comincia a pulire. L'uomo chiede cosa gli ha dato e la cameriera gli risponde, ma quest'ultima improvvisamente inciampa, cade letalmente sul pugnale che l'uomo sta impugnando e si accascia ai suoi piedi morendo. Intanto entra un altro uomo (Terry Jones) che, vedendo quel che è successo, spaventato, comincia a star lontano dall'uomo. Quest'ultimo cerca di spiegargli che era stato un incidente, ma l'altro uomo non gli crede e quest'ultimo, accidentalmente, arretra un po' troppo e cade, sfondando la finestra. Poi rientra il maggiordomo insieme a un poliziotto (Michael Palin). L'uomo tenta di spiegare al poliziotto che è stato tutto un incidente, ma il poliziotto non gli crede e, quando tenta di arrestarlo, improvvisamente gli viene un infarto e muore. Il maggiordomo, infuriato, tenta di attaccare l'uomo, però una parte del soffitto cade sulla sua testa e muore.
Infine l'uomo, terrorizzato, esce dal salotto per uscire dalla casa e, mentre scappa, alcuni oggetti dell'arredamento cominciano a cadere e a distruggersi. Finalmente l'uomo raggiunge la porta di ingresso, esce, la sbatte e tutta la casa crolla. L'unica cosa che si vede è l'uomo con i resti della maniglia in mano e, dopo aver detto "Scusate", lo sketch finisce.